# Coupe Memorial 1921
Navigation
Édition précédente Édition suivante
La finale de l'édition 1921 de la Coupe Memorial se joue au Arena Gardens de Toronto en Ontario. Le tournoi est disputé dans une série au meilleur de deux rencontres entre le vainqueur du Trophée George T. Richardson, remis à l'équipe championne de l'est du Canada et le vainqueur de la Coupe Abbott remis au champion de l'ouest du pays. 

## Équipes participantes
- Les Midgets de Stratford, de l'Association de hockey de l'Ontario qui remporta le Trophée George T. Richardson.
- Les Falcons de Winnipeg de la Ligue de hockey junior du Manitoba en tant que vainqueurs de la Coupe Abbott.

### Résultats
Les Falcons de Winnipeg remportent la Coupe en gagnant 11 buts contre 9 en deux rencontres.
|  | Falcons de Winnipeg | 9-2 | Midgets de Stratford | Toronto |

|  | Falcons de Winnipeg | 2-7 | Midgets de Stratford | Toronto |

## Effectifs
Voici la liste des joueurs des Falcons de Winnipeg, équipe championne du tournoi 1921 :
- Dirigeant et Entraîneur : Stan Bliss.
- Joueurs : Scotty Comfort, Wally Fridfinnson, Sammy McCallum, Harold McMunn, Herb McMunn, Bill McPherson, Harry Neil, Dave Patrick, Art Somers, Frank Woodall.